# Cherry Tree, Pennsylvania
Cherry Tree là một thị trấn thuộc quận Indiana, tiểu bang Pennsylvania, Hoa Kỳ. Năm 2010, dân số của thị trấn này là 364 người.